# Уговор о пријатељству и ненападању између Краљевине Југославије и СССР-а
Уговор о пријатељству и ненападању између Краљевине Југославије и СССР-а је споразум потписан у Москви у ноћи између 5. и 6. априла 1941. између представника Краљевине Југославије и Совјетског Савеза. Уговор је потписао народни комесар за спољне послове СССР-а Вјачеслав Молотов и изасланик Југославије у Москви Милан Гавриловић.

## Позадина
Дана 2. априла 1941. у Москву су стигли југословенски представници Божин Симић и Драгутин Савић. Пре потписивања уговора, Вјачеслав Молотов је уверавао немачког амбасадора Шуленбурга да ће овај уговор бити копија совјетско-турског споразума из 1925. године.
У 22 часа 5. априла 1941. године уговор је званично потписан у Москви без много славља, али у присуству Јосифа Стаљина.
Стране у споразуму биле су обавезне да се уздрже од међусобног напада и да се придржавају „политике пријатељских односа“ ако једна од њих постане предмет непријатељстава треће стране. Уговор је закључен на 5 година (са могућношћу продужења) и ступио је на снагу у тренутку потписивања.

## Последице
Још пре завршетка званичне церемоније потписивања уговора Немачка је започела ратна дејства против Југославије. После потписивања уговора, по Стаљиновом наређењу, југословенски официри су са представницима совјетског Генералштаба требало да разговарају о снабдевању Југославије оружјем. Совјетска страна је понудила Југославији 50-100 ловаца, 20-25 лаких бомбардера, 100 противтенковских топова, батерија, 50 противавионских топова, 200 минобацача. Међутим, телеграм југословенског амбасадора Гавриловића о овом совјетском предлогу примио је премијер Душан Симовић када је југословенска влада већ била у Атини. Чак ни текст самог уговора није одмах био доступан југословенској влади. Министар Нинчић је 7. априла 1941. године затражио од југословенског посланика у Турској Шуменковића да од Милана Гавриловића затражи текст уговора. Шуменковић је могао да пошаље текст уговора тек 13. априла 1941. године преко југословенског посланства у Грчкој.